# William Rast

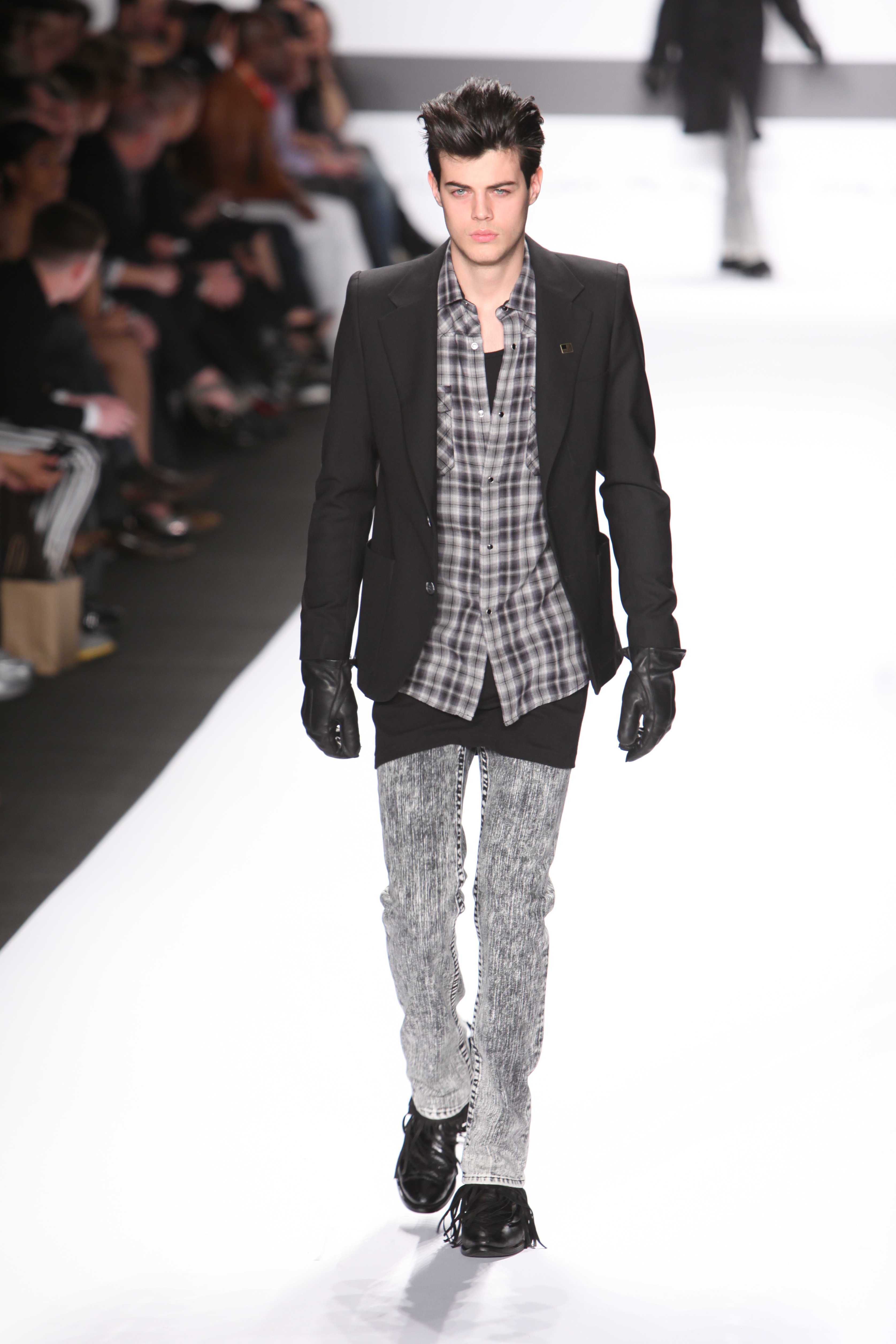
Défilé William Rast lors de la semaine de la mode de New York en 2009

William Rast est une marque de vêtement de mode masculin fondée en 2005 par Trace Ayala et Justin Timberlake.
Le nom "William Rast" est une combinaison du prénom du grand-père de Timberlake et du nom de famille du grand-père d'Ayala.
La marque a conclu des partenariats avec des créateurs tels que Johan et Marcella Lindeberg, ainsi qu'avec des détaillants tels que Target,.

## Histoire
William Rast a été fondé par Justin Timberlake et Trace Ayala en 2005 en tant que ligne de Denim.
William Rast a sponsorisé la voiture IndyCar #98 Bryan Herta Autosport / Curb-Agajanian Performance Group de Dan Wheldon qui a remporté les 500 miles d'Indianapolis en 2011.
En novembre 2021, dans le cadre d'une faillite, WHP Global, propriété de Yehuda Shmidman, a racheté la société